# Imelda de' Lambertazzi
Personnages
- Orlando Lambertazzi (ténor)
- Imelda Lambertazzi (soprano)
- Lamberto Lambertazzi (ténor)
- Bonifacio Gieremei (baryton)
- Ubaldo (basse)
- Clients et partisans des Lambertazzi. Compagnons et amis des Gieremei. Peuple. Soldats.

Airs
- « Amarti, e nel martoro » (Imelda) – Acte I, 2e tableau
- « Non sai qual periglio » (Imelda, Bonifacio) – Acte I, 2e tableau
- « Geremei ! Qual nome ! » (Imelda, Lamberto) – Acte I, 1er tableau
- « Imelda a me volgea » (Bonifacio) – Acte II, 2e tableau
- « Deh ! cedi » (Imelda, Bonifacio) – Acte II, 3e tableau
- « M'odi almen » (Imelda) – Acte II, 4e tableau

Imelda de' Lambertazzi est un opéra (melodramma tragico) en deux actes, musique de Gaetano Donizetti, livret d'Andrea Leone Tottola, créé le 5 septembre 1830 au Teatro San Carlo de Naples. Avec Anna Bolena, qu'il précède immédiatement, il marque l'inflexion du style du compositeur vers l'opéra romantique.

## Histoire
Imelda de' Lambertazzi se situe au XIIIe siècle dans le cadre des affrontements des Guelfes et des Gibelins, que Donizetti mettra à nouveau en scène sept ans plus tard dans Pia de' Tolomei. Le sujet est tiré prétendument d'anciennes chroniques bolonaises, mais le librettiste, Andrea Leone Tottola, semble s'être directement inspiré d'une tragédie en cinq actes de Gabriele Sperduti, Imelda (Naples, 1825), dont, selon tous les auteurs, il avait tiré un livret pour un compositeur nommé Sgricci en 1827. C'est semble-t-il ce même livret que Donizetti mit à son tour en musique trois ans plus tard.
Au moment de la composition d’Imelda de' Lambertazzi, Donizetti était installé à Naples depuis sept ans et avait donné seize opéras dans la capitale du royaume des Deux-Siciles, dont plusieurs avaient eu du succès. Il venait de donner au San Carlo, le 28 février 1830, Il diluvio universale, qui avait été assez favorablement reçu, mais desservi par la médiocrité des effets spéciaux. Il entreprit la composition de son nouvel ouvrage en mai. Il faisait une chaleur éprouvante à Naples, qui rendait le travail particulièrement difficile.
Pour la création de son opéra, le compositeur pouvait compter en premier lieu sur le baryton Antonio Tamburini qui n'avait pas encore atteint le comble de la faveur auprès du public napolitain mais qui commençait à s'imposer comme le chanteur de tout premier ordre qu'il devait devenir : aussi Donizetti lui confia-t-il le rôle du jeune premier, Bonifacio, dans lequel on aurait plus naturellement attendu un ténor. Le premier ténor du San Carlo, Berardo Calvari Winter, devait faire une belle carrière bien que, selon Bellini, il chantât « comme un chien » : Donizetti lui donna le rôle du frère d'Imelda, Lamberto, personnage brutal et tout d'une pièce. Cela ne laissait que l'autre ténor, Giovanni Basadonna, qui venait d'arriver à Naples, pour tenir le rôle du père, Orlando, alors même qu'il avait à peine 23 ans à l'époque et était donc sensiblement plus jeune que son supposé fils. Mais le principal problème de la distribution se révéla être la prima donna. On dit que Donizetti avait d'abord pensé à Adelaide Tosi, mais il avait dû se rabattre sur la jeune et inexpérimentée Antonietta Galzerani, fille du chorégraphe Giovanni Galzerani. Les moyens vocaux de celle-ci semblaient se détériorer au fur et à mesure des répétitions. C'est probablement en raison des lacunes techniques de la chanteuse que, par exception, Donizetti ne lui donna pas d'aria finale mais seulement un arioso développé. Il écrivit l'ensemble du rôle d'Imelda dans une tessiture inhabituellement grave pour un rôle de soprano, plus proche de celle du mezzo-soprano, et limita strictement les ornements.
La première eut lieu le 5 septembre 1830. L'opéra fut bruyamment sifflé, et les quelques critiques se firent l'écho de la froide réception du public. L'air de Tamburini à l'acte II fut seul à trouver grâce aux yeux des spectateurs. Au demeurant, seulement deux représentations pouvaient être données car les théâtres napolitains fermaient le 10 septembre pour laisser la ville se préparer à fêter son saint patron, Saint Janvier.
Donizetti avait envisagé de faire jouer son opéra à Bologne, où se situait l'action et où lui-même avait fait une partie de ses études sous la direction du père Stanislao Mattei, mais ce projet n'eut pas de suite. En revanche, Imelda fut reprise à Naples en avril 1831 et eut quatre représentations à cette occasion. Antonietta Galzerani avait été remplacée par une chanteuse plus expérimentée, Luigia Boccabadati pour qui Donizetti composa deux airs nouveaux. L'opéra eut quelques autres productions au XIXe siècle : à Venise, à Barcelone en 1840, à La Corogne en 1843 et à Senigallia en 1856. Il disparut ensuite complètement jusqu'au 19 février 1989, date à laquelle il fut donné en version de concert à Lugano.

## Distribution

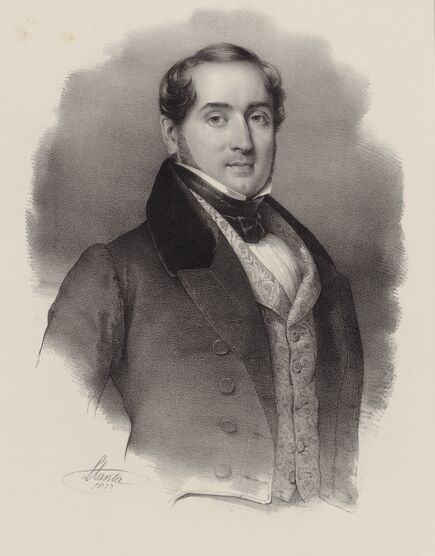
Antonio Tamburini (1800-1876), créateur du rôle de Bonifacio.

| Rôle | Type de voix | Interprètes lors de la première le 5 septembre 1830 |
| --- | ------------ | --------------------------------------------------- |
| Orlando Lambertazzi Orlando Lambertazzi, Prêteur (haut magistrat) gibelin de Bologne                                                                                          | ténor        | Giovanni Basadonna                                  |
| Imelda Imelda, fille d'Orlando | soprano      | Antonietta Galzerani                                |
| Lamberto Lamberto, fils d'Orlando | ténor        | Berardo Calvari Winter                              |
| Bonifacio Gieremei Bonifacio Gieremei, chef des Guelfes | baryton      | Antonio Tamburini                                   |
| Ubaldo | basse        | Gennaro Ambrosini                                   |
| Clienti, e seguaci de' Lambertazzi, compagni, ed amici de' Gieremei, popolo, soldati. Clients et partisans des Lambertazzi. Compagnons et amis des Gieremei. Peuple. Soldats. |              |                                                     |

## Argument
L'action se déroule à Bologne, ville acquise aux Gibelins, et dans ses environs au XIIIe siècle.

Durée totale : environ 2 h 10 min.
L'intrigue d’Imelda de' Lambertazzi est centrée sur les malheurs de deux amants, Bonifacio et Imelda, que sépare la haine inexpiable entre leurs familles, les Gieremei et les Lambertazzi, et que seule la mort peut réunir. Elle rappelle de près l'histoire de Roméo et Juliette qui, par une étonnante coïncidence, forme la trame de l'opéra de Bellini, I Capuleti e i Montecchi, donné à Venise le 11 mars 1830, quelques semaines avant que Donizetti ne s'attèle à son Imelda.

### Acte I
Durée totale : environ 1 h 10 min.

#### Premier tableau
Une des places principales de Bologne devant le palais des Lambertazzi.

Durée totale : environ 17 min.
- Scène 1 : Un héraut placarde une affiche qui annonce la fin de la trêve entre Guelfes et Gibelins et appelant la population à prendre les armes. Des habitants, désireux de maintenir la paix, en appellent à Orlando, le magistrat de la ville.
- Scène 2 : Lamberto, fils d'Orlando, apparaît à la tête d'une compagnie armée qu'il vient de recruter. Il parvient à galvaniser la population à la perspective de nouveaux faits d'armes (trio : Ah ! s'oda lo squillo).

#### Deuxième tableau
Un appartement à l'intérieur du palais des Lambertazzi.

Durée totale : environ 32 min.
- Scène 3 : La fille d'Orlando, Imelda, déplore la brutalité de son frère, Lamberto, car elle aime en secret le chef des Guelfes, Bonifacio Gieremei (cavatine : Amarti, e nel martoro).
- Scène 4 : Ubaldo, officier au service des Lambertazzi, introduit un soldat guelfe venu apporter un message pour Orlando. Tandis qu'Ubaldo part délivrer le message, le soldat, resté seul avec Imelda, relève la visière de son heaume et se fait reconnaître : il s'agit de Bonifacio qui vient supplier la jeune fille de s'enfuir avec lui. Mais celle-ci, consciente de ses devoirs vis-à-vis de sa famille, refuse (duo : Non sai qual periglio) et se retire.
- Scène 5 : Ubaldo revient avec Orlando qui accepte de suspendre les hostilités et de recevoir un émissaire des Guelfes à la condition que leur chef, Bonifacio, reconnaisse qu'il a commis des atrocités.
- Scène 6 : Orlando a l'espoir de parvenir à une paix négociée mais Lamberto, qui les a rejoints sur ces entrefaites, compte faire échouer les pourparlers et pousser les deux camps vers l'affrontement armé. Bonifacio est furieux mais il parvient à se contenir et, sans s'être trahi, se retire pour – soi-disant – transmettre le message à son camp.

#### Troisième tableau
La cour intérieure du palais des Lambertazzi.

Durée totale : environ 21 min.
- Scène 7 : Orlando, Lamberto et les Gibelins attendent l'envoyé des Guelfes.
- Scène 8 : Ils découvrent avec stupéfaction qu'il s'agit de Bonifacio en personne. Celui-ci exige que lui et ses partisans soient autorisés à rentrer dans Bologne et recouvrent leurs privilèges et propose d'épouser Imelda pour sceller la paix. Mais Lamberto élève toutes les objections possibles à cette union : la mère d'Imelda est morte à cause de Rolandino, père de Bonifacio, qui a également assassiné l'un de ses oncles et fait emprisonner Orlando. Le ton monte de part et d'autre.
- Scène 9 : Entre Imelda qui se désole de voir les deux camps continuer à se déchirer et se fait l'interprète du peuple de Bologne, mécontent et qui désire la paix. Mais Lamberto continue ses provocations tant et si bien que les hostilités sont désormais inévitables.

### Acte II
Durée totale : environ 1 h.

#### Premier tableau
Un appartement à l'intérieur du palais des Lambertazzi.

Durée totale : environ 15 min.
- Scène 1 : Lamberto, qui se doute de l'amour d'Imelda pour Bonifacio, interroge sa sœur. Il lui rappelle les crimes passés de Gieremei et le serment solennel qu'elle a fait de venger la mort de sa mère. Imelda répond que cette vengeance a été consommée lorsque Lamberto a tué le jeune frère de Bonifacio. Lamberto prétend alors avoir tué Bonifacio lui-même. La réaction d'Imelda le confirme dans ses soupçons. Avec cruauté, il lui déclare que si Bonifacio est encore vivant, elle vient de le condamner à mort (duo : Geremei ! Qual nome !).
- Scène 2 : Une lettre de Bonifacio destinée à Imelda a été interceptée par Ubaldo qui vient la remettre à Orlando. Dans sa missive, Bonifacio reconnaît l'impossibilité de leur union et demande à Imelda un rendez-vous d'adieu pour le soir même. Lamberto insiste pour qu'Ubaldo transmette le message à Imelda, mais sans qu'elle se doute qu'il en a découvert et l'auteur, et le contenu.

#### Deuxième tableau
À la tombée de la nuit dans le bois où bivouaque l'armée des Guelfes.

Durée totale : environ 15 min.
- Scène 3 : Bonifacio retrouve ses compagnons. Il est effondré par l'échec de sa mission de paix (aria : Imelda a me volgea), mais ses partisans affirment qu'ils sont prêts à combattre jusqu'à la mort.

#### Troisième tableau
Le jardin du palais des Lambertazzi.

Durée totale : environ 13 min.
- Scène 4 : Pleine d'angoisse, Imelda se rend au rendez-vous que Bonifacio lui a fixé, mais elle voit arriver son frère Lamberto. Elle le supplie de la tuer mais d'épargner Bonifacio. Il lui apprend qu'il vient de tuer le père de Bonifacio mais déclare que seule la moitié de la vengeance est ainsi accomplie et lui ordonne d'attendre Bonifacio tandis que lui-même se dissimule en embuscade.
- Scène 5 : Bonifacio arrive et supplie Imelda de le suivre en lui disant que son père les attend à la sortie de la ville. Imelda lui apprend que son père est mort. Il la supplie à nouveau, mais toujours en vain, de s'enfuir avec lui (duo : Deh ! cedi). Déterminé à tuer Lamberto, il met l'épée à la main et sort.
- Scène 6 : Lamberto apparaît tenant à la main un poignard rouge de sang : il explique qu'il a frappé Bonifacio avec cette arme empoisonnée. Imelda, folle de douleur, se précipite auprès de son amant mourant tandis que des bruits de bataille se font entendre au loin.

#### Quatrième tableau

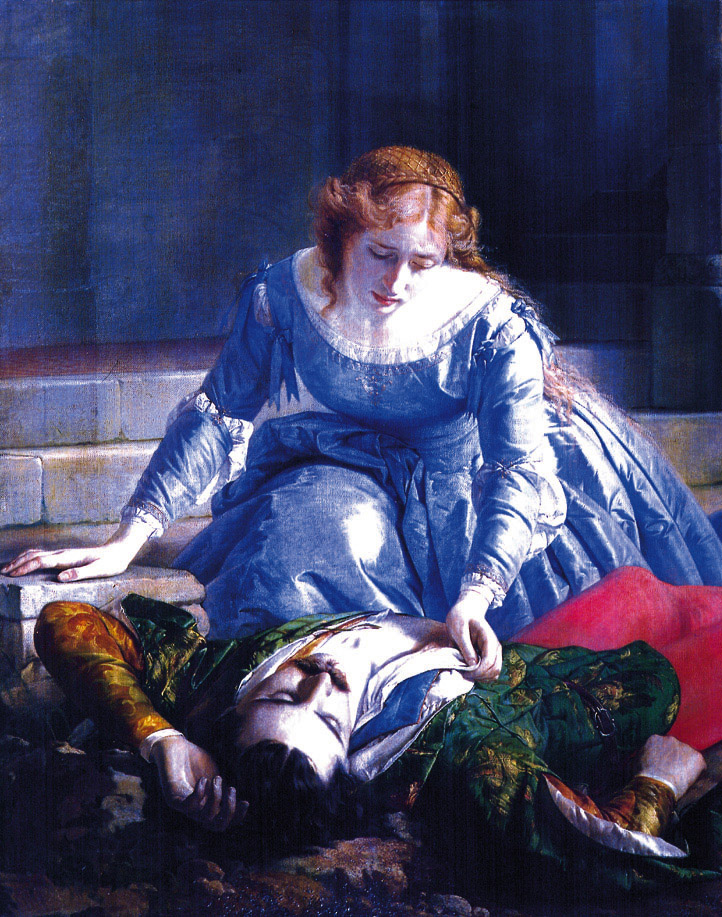
Pacifico Buzio, Imelda de' Lambertazzi presso il cadavere dell'amante – Pavie, Museo Civico.

La place devant le palais des Lambertazzi.

Durée totale : environ 16 min.
- Scène 7 : Lamberto traîne le corps d'Imelda mourante : elle a tenté de sauver Bonifacio en suçant le poison de sa plaie et n'est parvenue qu'à s'empoisonner elle-même. Imelda supplie Orlando de lui pardonner mais il la repousse tandis qu'elle meurt.

## Analyse
Dans l'œuvre de Donizetti, Imelda de' Lambertazzi aurait pu, s'il avait été mieux reçu par le public en son temps, marquer un jalon important, car il s'agit d'un ouvrage innovant à plus d'un titre :
- C'est la première œuvre dans laquelle Donizetti rompt franchement – comme l'avait fait avant lui Bellini dans Il pirata (1827) – avec la convention alors en vigueur selon laquelle un opéra devait avoir un dénouement heureux. Non seulement Imelda est l'histoire d'un amour sans espoir, d'une vengeance inexpiable et sans oubli ni pardon, mais il se termine par la mort sur scène de l'héroïne, ce que Donizetti n'avait jamais osé jusqu'alors.
- Musicalement, Imelda rompt aussi avec plusieurs des conventions alors en vigueur en Italie :
  - L'ouvrage n'a pas d'ouverture, ni même de prélude, quelques brèves mesures introduisent d'emblée le spectateur au cœur de l'action. Rossini avait, il est vrai, fait de même dans certains des opéras de sa période napolitaine (entre 1815 et 1822), mais chez Donizetti, cette formule ne deviendra véritablement naturelle qu'à partir de Lucrezia Borgia (1833) et Lucia di Lammermoor (1835).
  - Le finale de l'acte I ne comporte pas de concertato, comme ce sera le cas pour dans la version initiale de Pia de' Tolomei (1837), d'ailleurs sifflée lors de la première pour cette raison.
  - La première version ne comportait pas, comme on l'a vu, d'aria finale pour la prima donna : l'opéra se terminait en moins de dix mesures sur la mort de l'héroïne. S'il y avait à cela, comme on l'a indiqué, des raisons conjoncturelles lors de la première, cela correspondait également à une idée-force de Donizetti. Dans Lucrezia Borgia, il tenta à nouveau de ne pas donner d'aria finale à la prima donna mais dut céder aux instances d'Henriette Méric-Lalande. Dans Torquato Tasso, la prima donna mourait au deuxième acte ce qui interdisait de lui donner la conclusion du troisième : le cas était un peu particulier. Donizetti ne parvint véritablement à supprimer le dernier air de la prima donna que dans Rosmonda d'Inghilterra (1834), qui tomba, et surtout dans Marino Faliero (1835), qui fut bien accueilli.
- Sur le plan stylistique, enfin, Imelda montre une écriture inhabituellement dépouillée d'ornements pour l'époque de sa composition. Cela tient sans doute en partie au fait que trois des interprètes de la création – Galzerani, Basadonna et Winter – étaient peu aptes au coloratura mais avaient, pour ce que nous pouvons en savoir, des voix plus à l'aise dans le registre dramatique[13]. Mais, plus profondément, il s'agit d'une tentative pour accorder davantage la musique à une action d'une intensité dramatique nouvelle, un livret qui court à toute allure vers un sombre dénouement, sans digression ni ralentissement, et qui annonce véritablement le mélodrame romantique : c'est ainsi qu'on ne trouve dans Imelda aucun duo d'amour, ni aucun passage larghetto.

Les commentateurs ont souvent noté que, bien davantage qu'aux ouvrages proprement bel cantistes, c'est à Verdi qu'on songe en écoutant Imelda de' Lambertazzi. Au moment de sa création, c'est un ouvrage qui ne fait aucune concession aux goûts dominants du public, mais qui regarde décidément vers l'avenir : à telle enseigne qu'on a pu évoquer à son propos une œuvre expérimentale. Dès lors, l'échec public qu'il a connu, et que Donizetti dut durement ressentir, apparaît plus compréhensible.
Comme ce fut fréquemment le cas avec ses ouvrages de jeunesse, comme avec ceux qui échouèrent, Donizetti recycla une partie de la musique d’Imelda de' Lambertazzi dans d'autres opéras :
- la cabalette du duo de l'acte I entre Imelda et Bonifacio – écrite originellement dans un registre de baryton et de mezzo-soprano – se retrouve, transposée pour ténor et soprano à l'intention de Giuditta Pasta et Giovanni Battista Rubini, dans la section finale du nouveau duo introduit dans Anna Bolena ;
- le chœur qui commence le finale de l'acte I, Della cittadino al dritto, fut transféré d'abord dans Ugo, conte di Parigi (1832) comme chœur introductif avec des paroles différentes (No, che in ciel de' Carolingi) et ensuite dans Parisina comme simple tempo di mezzo ;
- le prélude orchestral du duo de l'acte II entre Imelda et Lamberto fut également transféré dans Ugo, conte di Parigi, la clarinette étant remplacée par le hautbois, et de là dans Il furioso all'isola di San Domingo (1833).

## Productions notables
| Dates            | Distribution (Imelda, Lamberto, Orlando, Bonifacio, Ubaldo)                            | Chef d'orchestre, Orchestre et chœur                                       | Lieu, Théâtre                 | Metteur en scène   |
| ---------------- | -------------------------------------------------------------------------------------- | -------------------------------------------------------------------------- | ----------------------------- | ------------------ |
| 3 avril 1831     | Luigia Boccabadati, Berardo Calvari Winter, Giuseppe Basadonna ?, Antonio Tamburini, ? |                                                                            | Naples, Teatro San Carlo      |                    |
| 29 octobre 1840  | Tavola, Lorenzo Bonfigli, A. Brambilla, Balzar, ?                                      |                                                                            | Barcelone                     |                    |
| 7 septembre 1843 | Mas-Porcell, ? Vargas, ?                                                               |                                                                            | La Corogne                    |                    |
| 1856             | Basseggio, Giuglini, ? Giraldoni, ?                                                    |                                                                            | Senigallia                    |                    |
| 19 février 1989  | Floriana Sovilla, Diego D'Auria, Fausto Tenzi, Andrea Martin, Gastone Sarti            | Marc Andreae, Orchestre de la radio-télévision suisse romande              | Lugano                        | Version de concert |
| 10 mars 2007     | Nicole Cabell, Massimo Giordano, Frank Lopardo, James Westman, Brindley Sherratt       | Mark Elder, Orchestra of the Age of Enlightenment, Geoffrey Mitchell Choir | Londres, Queen Elizabeth Hall | Version de concert |

## Discographie
| Année | Distribution (Imelda, Lamberto, Orlando, Bonifacio, Ubaldo)                      | Chef d'orchestre, Opéra et Orchestre                                       | Label                      |
| ----- | -------------------------------------------------------------------------------- | -------------------------------------------------------------------------- | -------------------------- |
| 2007  | Nicole Cabell, Massimo Giordano, Frank Lopardo, James Westman, Brindley Sherratt | Mark Elder, Orchestra of the Age of Enlightenment, Geoffrey Mitchell Choir | CD Audio: Opera Rara ORC36 |

### Sources
- (en) Jeremy Commons, « Imelda de' Lambertazzi », 2007, in : livret de l'enregistrement Opera Rara ORC 36, p. 8–32
- (fr) Piotr Kaminski, Mille et un opéras, Paris, Fayard, coll. Les indispensables de la musique, 2003